# طاووس
طاووس یا تاووس یا فراش مرغ (به یونانی: ταὧς) (به فارسی: فراش مرغ) (نام علمی: Pavo) نام یک گونه از سه سردهٔ طاووس و تیرهٔ قرقاولان و وابستگان به آن‌ها است. طاووس پرنده خیلی زیبایی است و پرهای رنگارنگی دارد. او دارای ۱۵۰ پر است و در بیشتر فرهنگ‌ها با نام زیباترین پرنده و نماد تجلل به‌شمار رفته است. طاووس سبز پرنده‌ای در حال نابودی است. این پرندگان به خاطر پرهای رنگین‌کمانی که جنس نر آن به نمایش می‌گذارد، شناخته شده‌اند. این پرها می‌توانند تا ۲ متر رشد کنند، پس از این روی است که یکی از بزرگ‌ترین پرندگان در جهان بشمار می‌آیند. آمیختگی رنگ‌بندی تَن و دم در طاووس نر بسیار گوناگون و رنگارنگ است درحالی که تَن طاووس ماده قهوه‌ای و خاکستری است.

## گونه‌های طاووس
این پرنده که جنس نر آن پرهای بسیار زیبایی به ویژه در بخش پایانی دم دارد به دو گونه تقسیم می‌شود: یکی هندی و دیگری جاوه. طاووس هندی بومی هند، سری‌لانکا و پاکستان است و پرنده ملی هند به‌شمار می‌رود. نرها پرهایشان را برای زیبایی خود دورشان می‌گسترانند تا در برابر ماده خودنمایی کنند زیرا ماده این جانور زیبایی چندانی ندارد. یکی از ویژگیهای درخورِ این پرنده این است که صدای بلند و گوش‌خراشی دارد. خوراک این پرنده دانه و میوه است. از آنجایی که طاووس زمانی‌که پرهایش را باز می‌کند روی دمش نگارهایی مانند چشم دارد به آن لقب هزار چشم داده‌اند. طاووس‌ها جانوران اجتماعی هستند و اگر در یک جا با هم زندگی کنند توانایی سازش و کنار هم زیستن را دارند و تنها در زمان جفتگیری نرها گاه با هم درگیر می‌شوند.

## زاد آوری
این جانور زیبا سالی یکبار تخم می‌گذارد و شمارِ تخم‌ها معمولاً حدود ده دانه حتی بیشتر هم می‌تواند باشد. رنگ تخم‌ها سفید رو به نارنجی است و رویشان لکه‌های خاکستری دارند. سنگینی تخم‌ها حدود ۱۵۰ گرم می‌باشد. شمار تخم‌های این جانور بسته به آب و هوا دارد در هوای گرم شمارشان بیشتر می‌شود. مادر می‌بایست سی روز روی تخم‌ها بنشینند تا جوجه‌ها بیرون بیایند.

## آواز خواندن
آواز خواندن طاووس‌ها معمولاً قبل یا بعد از جفت‌گیری یا گاهی در هنگام تلاقی، اتفاق می‌افتد.

## نگارخانه

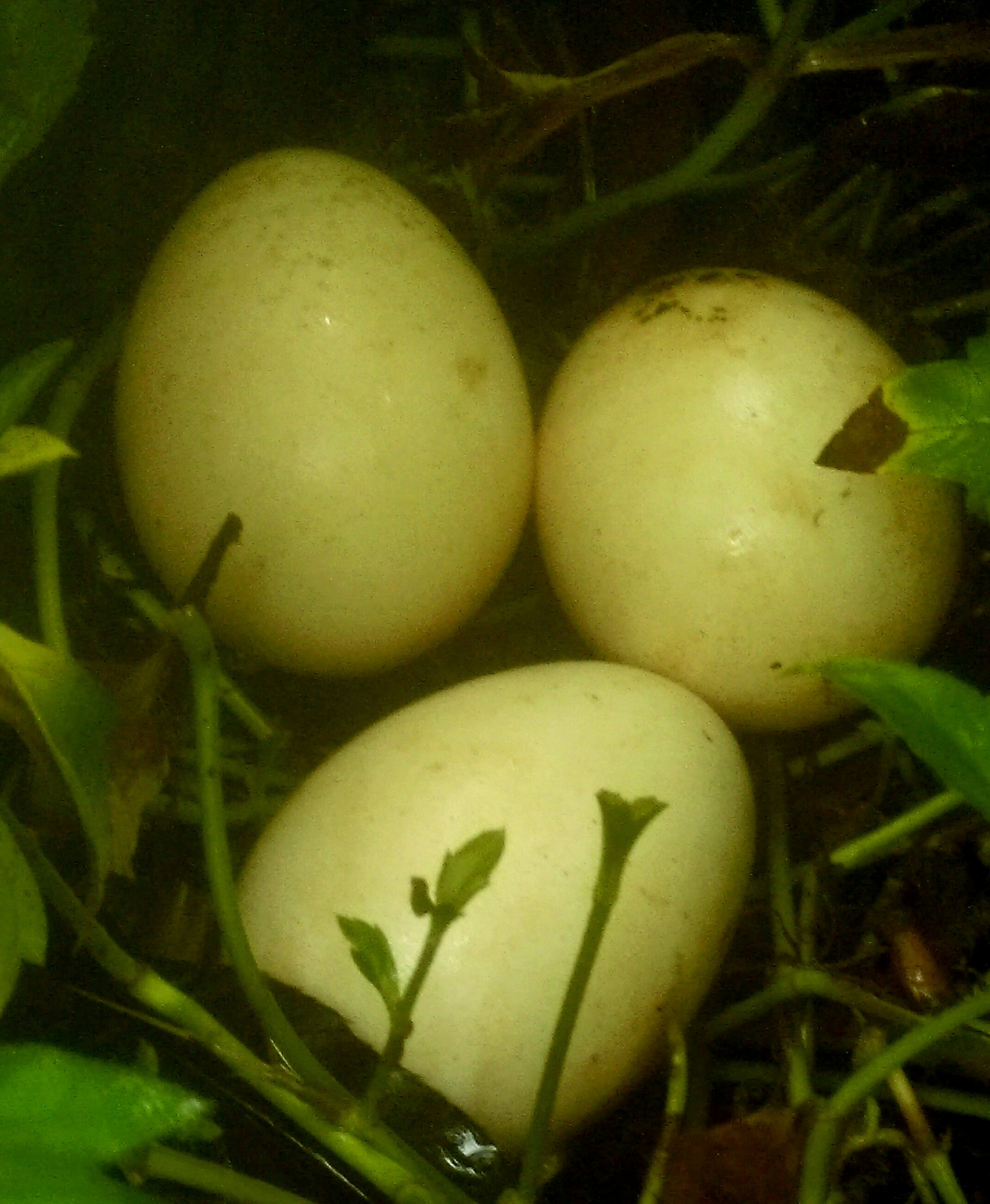
تخم طاووس

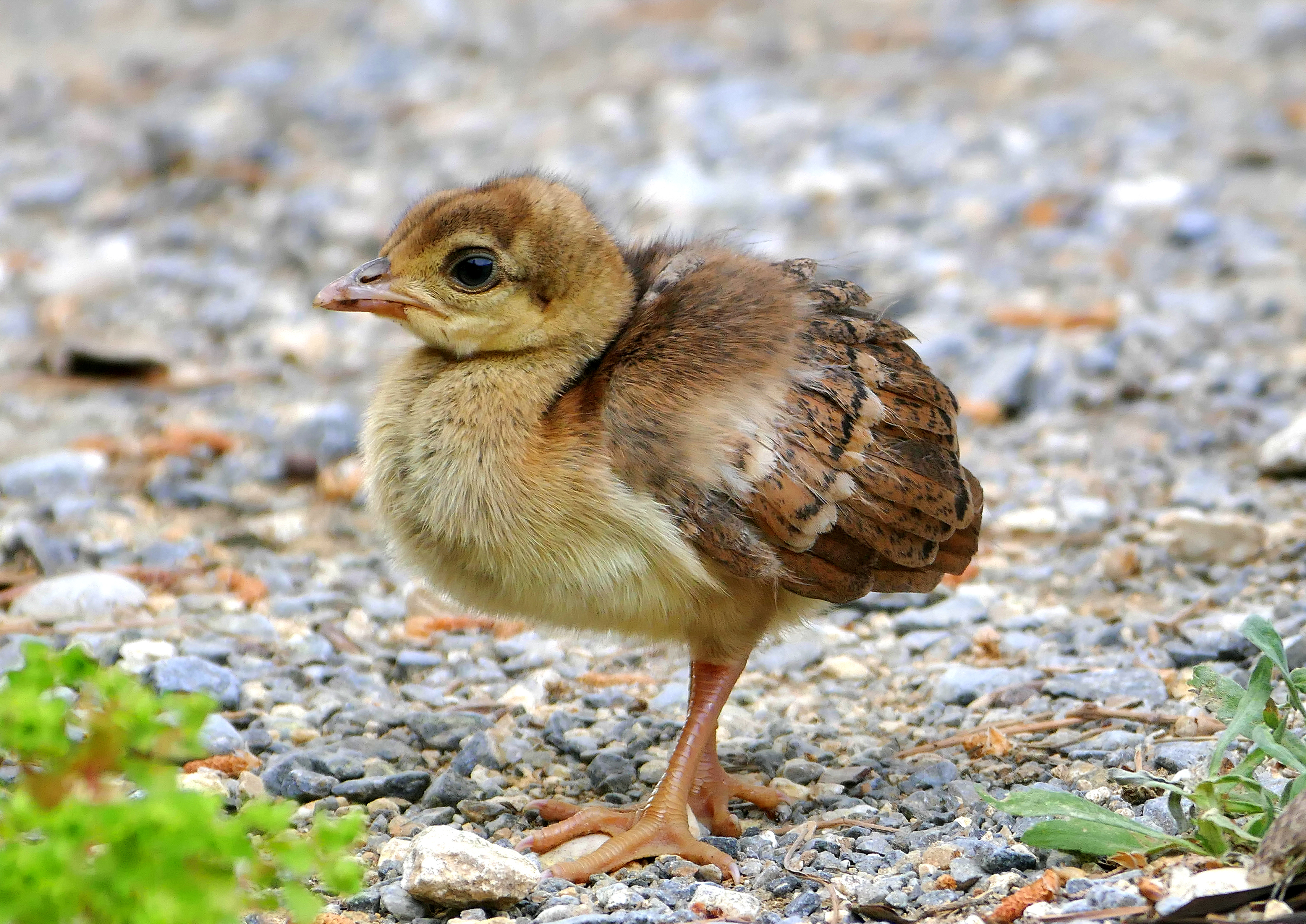
جوجه طاووس نوزاد

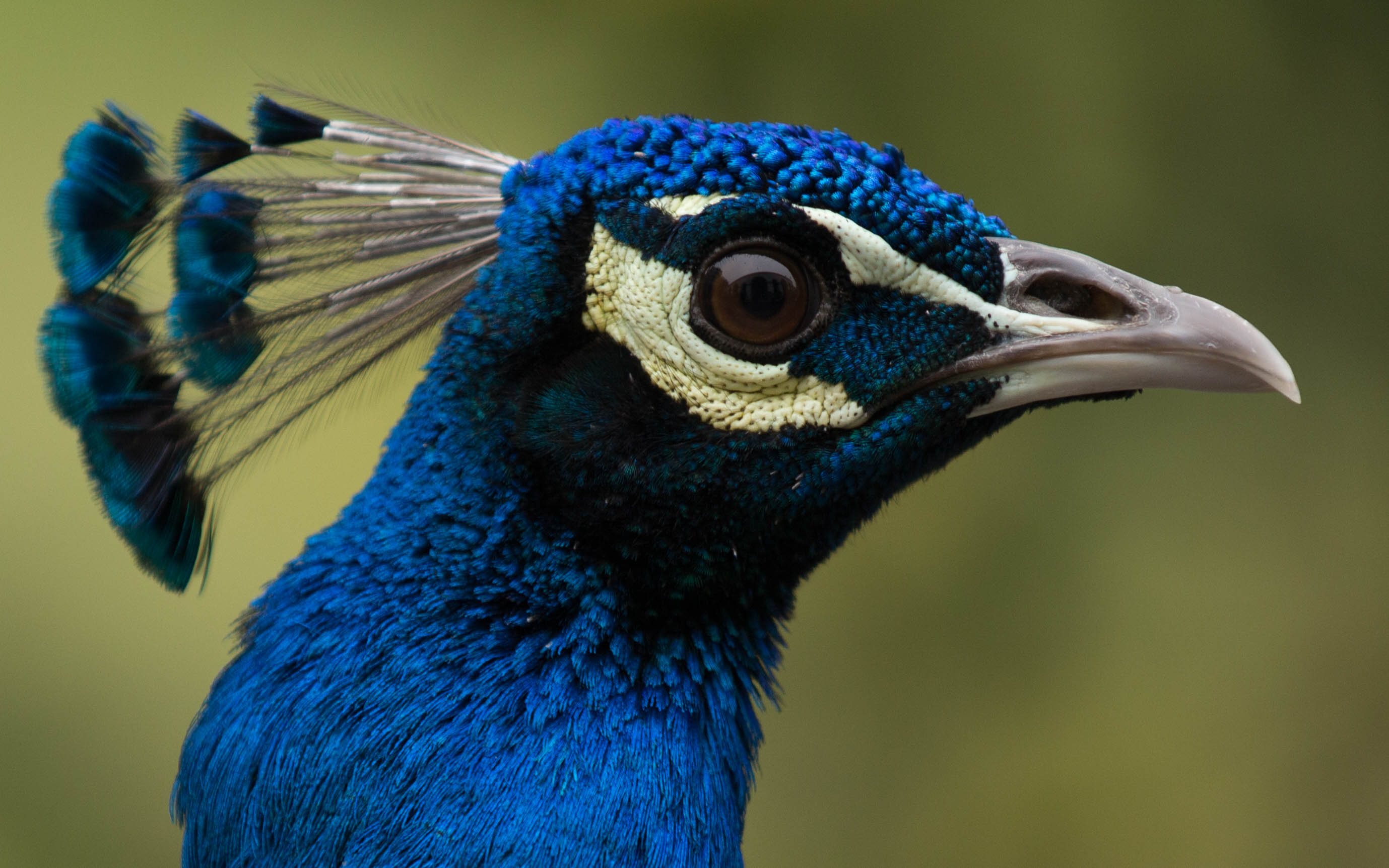
سر طاووس نر بالغ

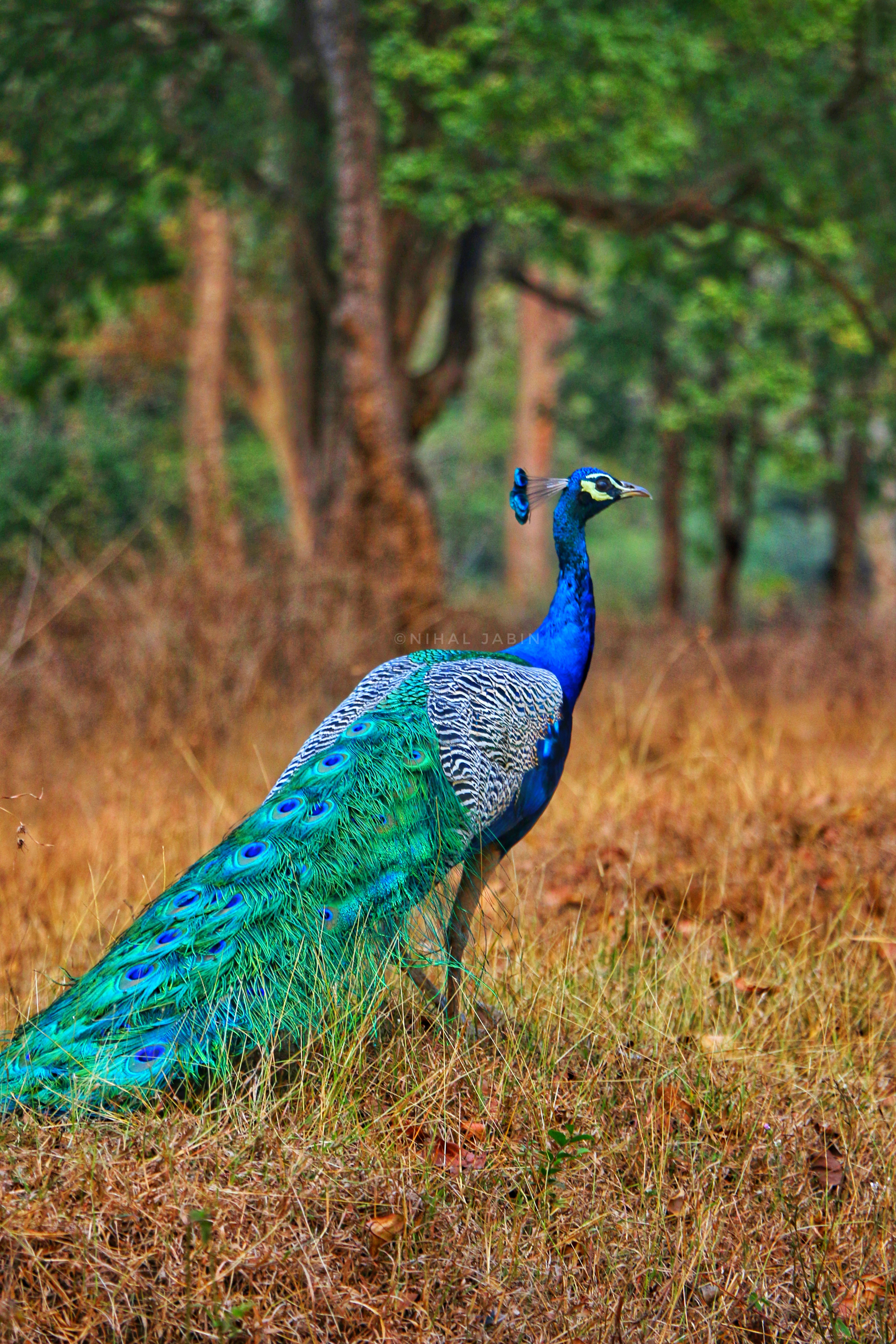
طاووس نر